# Любінський заказник
Лю́бінський зака́зник — лісовий заказник місцевого значення в Україні. Розташований у межах Городоцького і Пустомитівського районів Львівської області, біля села Малий Любінь.
Площа 2078 га. Оголошено рішенням Львівської облради від 9.10.1984 року, № 495. Перебуває у віданні Львівський ДЛГ, Лапаївське лісництво.
Створено з метою збереження цінних дубових насаджень і різноманітної фауни в районі Щирецьких дубових лісів. Рельєф території слабохвилястий, є заплавні луги та лісові озера.

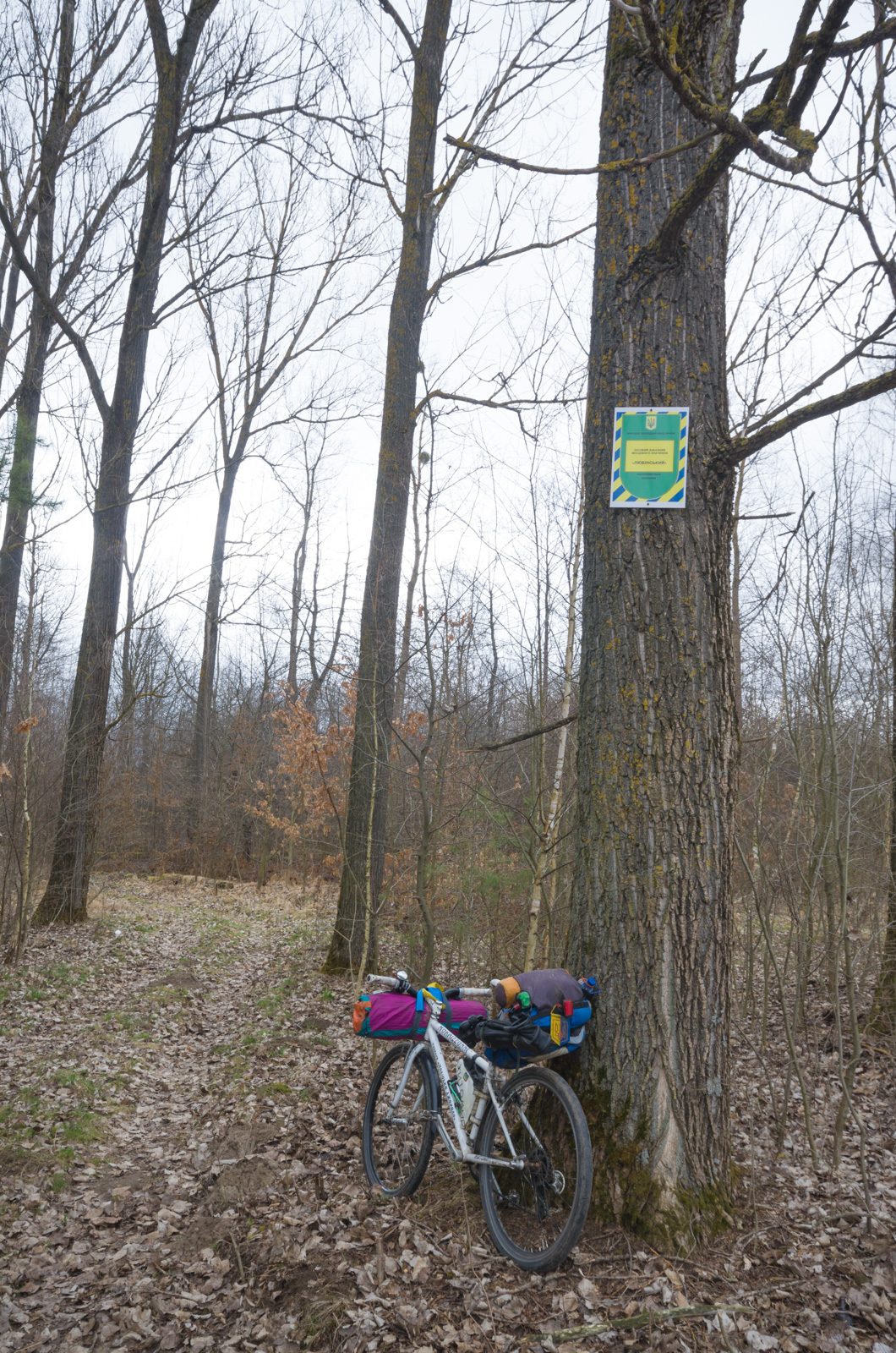